# S-mètre

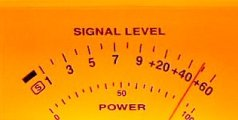
S-mètre d'un émetteur-récepteur Ten-Tec Orion de radioamateur.

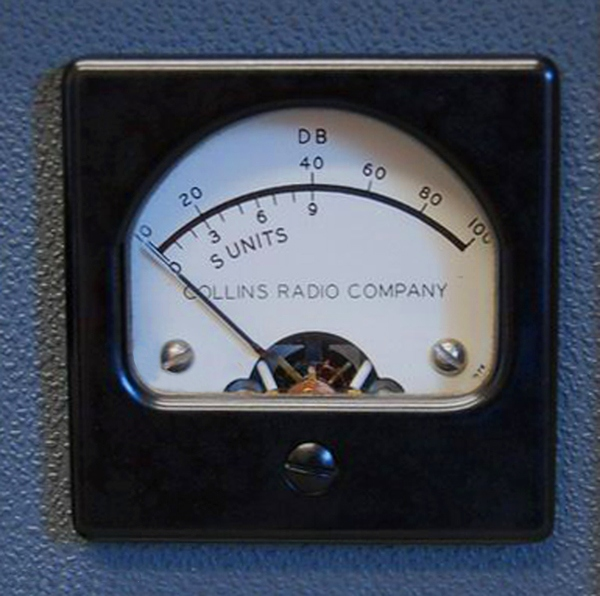
S-mètre Collins avec le point S9 à 100 µV soit +40 dBμV

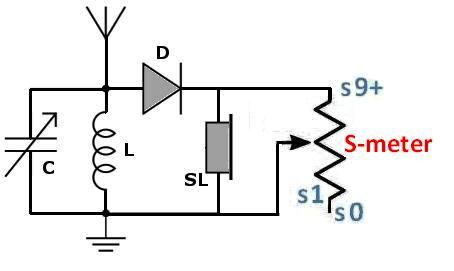
Shunt-mètre d'un récepteurs à galène

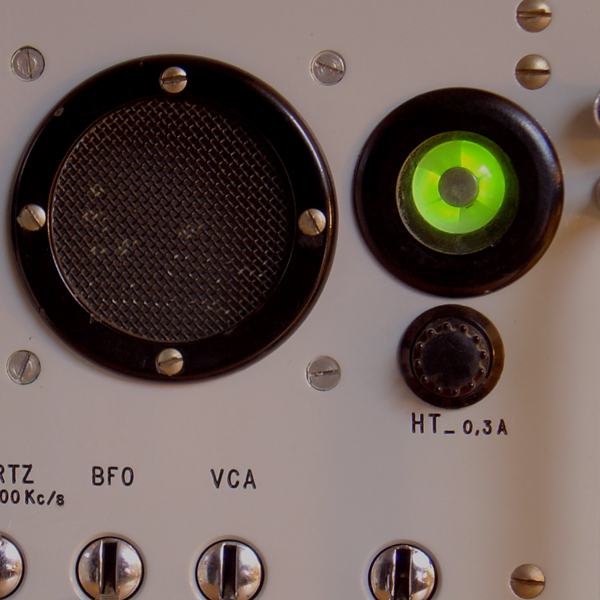
Œil cathodique AME RR10B

Le S-mètre est un instrument de mesure qui donne la puissance relative d'un signal reçu par un récepteur radio. Cet indicateur équipe les récepteurs radio de trafic à usage professionnel, Citizen-band ou radioamateur.  

## Historique
Des recherches auprès des anciens amateurs de TSF ont permis d'en retrouver l'origine précise.
Dès 1912, aux temps des récepteurs à galène, les utilisateurs ont voulu trouver un moyen de noter la force des signaux qu'ils recevaient en plaçant en parallèle avec l'écouteur une résistance variable qui shuntait l'écouteur plus ou moins en fonction du curseur linéaire d’un rhéostat qui se déplaçait le long d'une règle graduée de 0 a 10.
En face de 0, la résistance étant proche de l'infini, la totalité du courant électrique détecté par la galène traversait l'écouteur.
En face du point 10, la résistance étant nulle, la totalité du courant électrique détecté était court-circuitée et l'écouteur ne recevait plus rien.
À mi-course du curseur gradué, au point 5, la résistance du shunt étant égale à l'impédance de l’écouteur, le courant électrique se partageait en deux courants électriques égaux traversant l'un l'écouteur et l'autre la résistance parallèle.
Plus la station reçue émettait un fort signal radioélectrique et plus loin était poussé le curseur jusqu'à 9, et un peu au-delà même pour une station arrivant très fort, sans toutefois aller jusqu'à 10 (résistance nulle de 0 Ω, donc la puissance reçue est infinie).
On prit donc l'habitude de noter les reports des émissions reçues : « S_0 • S_1 • S_2 • S_3 • S_4 • S_5 • S_6 • S_7 • S_8 • S_9 » et, au-delà de « S_9 » de rajouter « + » pour lire « S_9 + » (à présent on ajoute des dB).
Voici la raison historique et l'explication du terme S-mètre pour noter le report d'un correspondant et de sa notation. S comme Shunt du S-mètre.

## Présentation

### Dénomination
S mètre est la traduction française de la dénomination anglaise S meter abréviation de Signal strength meter.

### Unités de mesure
La force d'un signal au niveau de l'entrée antenne d'un récepteur radio peut être exprimée :
- en μVolt, récepteur radio professionnel,
- en dBm = décibels au-dessus d’un milliwatt. La puissance de référence est 1 mW, récepteur radio professionnel,
- en unité S ou point S, récepteur radio d'amateur.
- en dBμV, qualité de réception de récepteur radio de préamplificateur d'antenne.

### Forme
Un S-mètre peut être constitué par :
- un œil cathodique, appelé encore œil magique[3], sur les récepteurs grand public et certains récepteurs de trafic (exemple : récepteur A.M.E. 7G1480[4]),
- un galvanomètre à cadre mobile,
- un bargraphe intégré à l'afficheur LCD des récepteurs modernes.

### Niveau de mesure
Classiquement la mesure est effectuée à partir du circuit du contrôle automatique de gain (CAG). En effet la tension de CAG est approximativement une fonction logarithme de la tension du signal détecté.

## Unité S
L'échelle de force d'un signal radio exprimée en points "S" a été conçue par Arthur Braaten, un radioamateur américain (W2BSR) et diffusée par l'ARRL pour la première fois dans la revue QST d'octobre 1934.
La puissance de réception est appréciée par l'opérateur et chiffrée de 1 à 9 ; 1 correspondant à un signal très faible à peine audible au casque, 6 à une écoute  correcte casque aux oreilles, 9 à une réception très confortable sur haut-parleur.
Par la suite, l'Union Internationale des Radio Amateurs (IARU) Région 1 a édicté une recommandation technique fixant la valeur des points S pour les récepteurs HF et VHF/UHF en 1981 et 1990.
Sur les bandes HF, cette recommandation préconise de fixer le point S9 à un niveau d'entrée d'une puissance de −73 dBm, soit l'équivalent de 50 µV à l'entrée antenne du récepteur, pour une impédance de 50 Ω.
Selon cette recommandation, entre deux points S successifs correspond un rapport de puissance de 6 décibels (dB), soit, approximativement, un rapport de puissance de quatre ou un rapport de tension de deux (cf tableau de correspondance ci-dessous).  Les mesures supérieures à S9 sont données en dB au-dessus de S9, exemple « S9 +50 dB ». Certain Fabriquant Japonais comme ICOM et Yeasu on a gap entre chaque point S de 3 dB au lieu de 6 dB et ne respectent pas les préconisations de l'IARU.
| Points S | μV (50 Ω) | dBm   | dBμV (50 Ω) | Watt    |
| -------- | --------- | ----- | ----------- | ------- |
| S9       | 50.2      | - 73  | + 34        | 50 pW   |
| S8       | 25.1      | - 79  | + 28        | 12.5 pW |
| S7       | 12.6      | - 85  | + 22        | 3.16 pW |
| S6       | 6.3       | - 91  | + 16        | 794 fW  |
| S5       | 3.2       | - 97  | + 10        | 200 fW  |
| S4       | 1.6       | - 103 | + 4         | 50 fW   |
| S3       | 0.8       | - 109 | - 2         | 12.6 fW |
| S2       | 0.4       | - 115 | - 8         | 3.16 fW |
| S1       | 0.2       | - 121 | - 14        | 794 aW  |

Sur les bandes VHF/UHF, cette recommandation préconise de fixer le point S9 à un niveau d'entrée d'une puissance de −93 dBm, soit l'équivalent de 5 µV à l'entrée antenne du récepteur, pour une impédance de 50 Ω.
| Points S | μV (50 Ω) | dBm   | dBμV (50 Ω) | Watt    |
| -------- | --------- | ----- | ----------- | ------- |
| S9       | 5.0       | - 93  | + 14        | 500 fW  |
| S8       | 2.5       | - 99  | + 8         | 125 fW  |
| S7       | 1.26      | - 105 | + 2         | 31.6 fW |
| S6       | 0.63      | - 111 | - 4         | 7.94 fW |
| S5       | 0.32      | - 117 | - 10        | 2 fW    |
| S4       | 0.16      | - 123 | - 16        | 500 aW  |
| S3       | 0.08      | - 129 | - 22        | 126 aW  |
| S2       | 0.04      | - 135 | - 28        | 31.6 aW |
| S1       | 0.02      | - 141 | - 34        | 7.94 aW |